# James Maybrick
James Maybrick (Liverpool, 25 ottobre 1838 – Liverpool, 11 maggio 1889) è stato un imprenditore britannico, commerciante di cotone.
Della sua morte, avvenuta per avvelenamento, fu accusata la moglie Florence Maybrick, riconosciuta colpevole e condannata a morte, pena poi commutata in ergastolo, fino alla scarcerazione nel 1904.
A più di un secolo dalla morte di James Maybrick, l'uomo fu a sua volta sospettato di essere l'autore della serie di omicidi attribuita allo sconosciuto serial killer noto come Jack lo squartatore, sebbene i critici sostengano non esservi prove sufficienti per accusarlo.

## Biografia
Era il terzo di sette figli dell'ingegnere William Maybrick e di sua moglie Susanna. Fu battezzato il 12 novembre 1838, nella chiesa di San Pietro di Liverpool, e gli fu imposto il nome James appartenuto a suo fratello, morto l'anno prima.
Come mercante di cotone doveva recarsi regolarmente negli Stati Uniti e nel 1871 si stabilì a Norfolk, per istituire una filiale della sua azienda. Nel 1874 contrasse la malaria, che fu poi trattata con un farmaco contenente arsenico e il risultato causò la dipendenza al farmaco per il resto della sua vita.
Nel 1880 Maybrick tornò in Inghilterra e in quell'occasione conobbe Florence Elizabeth Chandler, figlia di un banchiere di Mobile (Alabama), e, nonostante la differenza di età (la ragazza aveva 18 anni mentre Maybrick ne aveva 42), iniziarono a parlare subito di matrimonio.
Il matrimonio fu ritardato fino al 27 luglio 1881, quando ebbe luogo a Londra, nella chiesa di San Giacomo, a Piccadilly. La coppia tornò a Liverpool dove visse nella casa Maybrick ad Aigburth, un sobborgo a sud della città.
La coppia ebbe due figli, James Chandler, nato il 1882, e Gladys Evelyn, nata nel 1886.
Maybrick continuò a viaggiare fra gli uffici americani e inglesi della sua azienda e questo può aver causato difficoltà alla tenuta del suo matrimonio. Riprese le relazioni con le sue numerose amanti, mentre la moglie ebbe una relazione con un uomo di nome Alfred Brierley. È possibile che Florence abbia intrapreso la relazione dopo aver saputo dell'infedeltà del marito.

## La morte
La salute di Maybrick peggiorò improvvisamente il 27 aprile 1889 ed egli morì il successivo 11 maggio. Le circostanze della sua morte furono considerate sospette dai suoi fratelli e un'inchiesta, che si tenne in un albergo locale, stabilì che la causa più probabile della morte fosse l'avvelenamento da arsenico, somministratogli da persone sconosciute.
Il sospetto cadde immediatamente sulla moglie, che fu arrestata qualche giorno dopo. Fu processata a Liverpool, e, dopo una lunga udienza la cui imparzialità è stata oggetto di dibattito negli anni successivi, fu condannata a morte per omicidio. Il modo in cui il giudice svolse il suo processo fu messo in discussione e questo è, probabilmente, il motivo per il quale la condanna fu commutata nel carcere a vita. Passò alcuni anni in una prigione a Woking, nel Surrey, e poi presso il carcere di Aylesbury nel Buckinghamshire.
Un riesame del suo caso ne comportò la scarcerazione nel 1904. Dopo essersi procurata da vivere con numerose attività, morì il 23 ottobre 1941. Dalla sua incarcerazione non vide più i suoi figli.

## Jack lo squartatore
Secondo molti, James Maybrick era il serial killer più famoso della Londra vittoriana, Jack lo squartatore, sebbene non si siano trovati sufficienti indizi per confermare questa ipotesi.
Per l'omicidio delle cinque prostitute, squartate fra il 31 agosto e il 9 novembre 1888, Maybrick avrebbe ucciso in base a un movente di vendetta e di gelosia, dovuta al tradimento coniugale di sua moglie. La stessa Florence Maybrick lo avrebbe ucciso avvelenandolo nel 1889, mettendo così fine alla catena dei delitti. Il ritratto del pluriomicida, almeno di facciata, è quindi quello di un perfetto gentiluomo inglese dell'età vittoriana.